# Kommunalwahlen in Nordrhein-Westfalen 2009
Die Kommunalwahlen in Nordrhein-Westfalen 2009 fanden am 30. August 2009 statt. Es war nach den Europawahlen am 7. Juni und vor den Wahlen zum 17. Deutschen Bundestag die zweite der drei Wahlen, zu denen die Nordrhein-Westfalen 2009 aufgerufen waren. Am Tag der nordrhein-westfälischen Kommunalwahl fanden im Saarland, in Sachsen und in Thüringen Landtagswahlen statt.
Bei den Kommunalwahlen wurden die Räte der kreisfreien Städte, die Bezirksvertretungen für die Stadtbezirke der kreisfreien Städte, die Kreistage (zzgl. Vertretung in der Städteregion Aachen) und die Gemeinderäte der kreisangehörigen Städte und Gemeinden neu gewählt. Gleichzeitig erfolgte in der Regel die Direktwahl der Oberbürgermeister, Bürgermeister und Landräte (zzgl. Städteregionsrat für die Städteregion Aachen). Die Wahl entschied ebenfalls über die Zusammensetzung der beiden Landschaftsversammlungen (indirekt) und der fünf Regionalräte.
Dies wären für lange Zeit die letzten Kommunalwahlen gewesen, bei denen die Stadträte und Kreistage gemeinsam mit den Bürgermeistern, Oberbürgermeistern und Landräten gewählt wurden, nachdem das Kabinett Rüttgers 2007 beschlossen hatte, die Amtszeit letzterer von fünf auf sechs Jahre auszudehnen. Diese Regelung wurde jedoch vor der Kommunalwahl 2014 vom Kabinett Kraft II wieder rückgängig gemacht.

## Rechtsgrundlage
Das Kommunalwahlgesetz Nordrhein-Westfalens (KWahlG NRW) ist die Rechtsgrundlage für die Kommunalwahlen.
Es legt fest, dass alle EU-Bürger, die das sechzehnte Lebensjahr vollendet haben und am Wahltag seit mindestens 15 Tagen im Wahlgebiet wohnen, wahlberechtigt sind. (KWahlG NRW § 7) Wählbar ist, wer wahlberechtigt ist, das achtzehnte Lebensjahr vollendet hat und am Wahltag seit mindestens drei Monaten seinen Hauptwohnsitz im Wahlgebiet hat. (KWahlG NRW § 12)

## Wahltag
Die Kommunalwahl sollte ursprünglich, wie in den Ländern Baden-Württemberg, Mecklenburg-Vorpommern, Rheinland-Pfalz, Saarland, Sachsen, Sachsen-Anhalt und Thüringen, „am Tag der Wahl der Abgeordneten des Europäischen Parlaments aus der Bundesrepublik Deutschland“ (KWahlG NRW § 14) am 7. Juni 2009 stattfinden. Allerdings dauerte die XIV. Amtsperiode noch bis Ende September 2009. Die XIV. und XV. Amtsperiode hätten sich damit um fast vier Monate überschnitten.

### Klage gegen den Wahltermin am 7. Juni 2009
Gegen die Zusammenlegung der Wahltermine der Kommunal- und Europawahl erhoben die Landtagsfraktionen der SPD und von Bündnis 90/Die Grünen am 19. September 2008 Normenkontrollklage beim nordrhein-westfälischen Verfassungsgerichtshof. Dieser erklärte am 18. Februar 2009 den einschlägigen Passus des Kommunalwahlgesetzes NRW für mit demokratischen Grundsätzen nicht vereinbar und nichtig. Eine Überschneidung der Wahlperioden sei für maximal zweieinhalb Monate vertretbar.

### Klage gegen den Wahltermin am 30. August 2009 und gegen den Wegfall der Stichwahl
Der Innenminister Ingo Wolf (FDP) legte daraufhin den 30. August 2009 als Wahltag fest.
Die SPD reichte erneut Klage gegen den Wahltermin am 30. August 2009 und diesmal auch gegen den Wegfall der Stichwahl ein. Die SPD argumentiert, dass nur bei einer Zusammenlegung mit der Bundestagswahl eine hohe Wahlbeteiligung gegeben sei, und dies Verfassungsrang habe. Gleichzeitig will die SPD die Stichwahl für Landräte und Oberbürgermeister wieder einführen, welche selten hohe Wahlbeteiligungen erreichen.
2004 kam es laut Angaben der Landeswahlleiterin bei 69 Oberbürgermeister- und Landratswahlen zu 20 zweiten Wahlgängen. Die Wahlbeteiligung lag zwischen 31 % (Landratswahl Kreis Wesel) und 51 % (Wahl des Oberbürgermeisters von Münster) und im Durchschnitt aller 2. Wahlgänge bei 39 %. Die Wahlbeteiligung bei den ersten beziehungsweise einzigen Wahlgängen lag zwischen 45 (OB-Wahl Mönchengladbach) und 62 % (Landratswahlen in Coesfeld und Warendorf) und im nordrhein-westfälischen Durchschnitt bei 55 %.
Verfassungsrichter Jürgen Brand erklärte sich für befangen, nachdem er in die Kritik geraten war, weil er als SPD-Unterbezirkschef am Wahlkampf teilnahm. Sein designierter Nachfolger Thomas Griese verzichtete, weil er für die Grünen zur Kommunalwahl in Aachen antrat. Verfassungsrichterin Barbara Dauner-Lieb, Mitglied im CDU-Landesarbeitskreis Justiz, verzichtete hingegen nicht und hielt an ihrer Prozessbeteiligung fest. Sie war bei den Kommunalwahlen keine Kandidatin. Eine erste Anhörung fand am 5. Mai 2009 statt. Am 26. Mai 2009 verkündete der Verfassungsgerichtshof die Ablehnung der Anträge.

### Drei Wahltermine
Am 30. August 2009 wurden die Landtage im Saarland, in Sachsen und in Thüringen gewählt. Da diese Länder auch an der Europa- und der Bundestagswahl teilnehmen, finden 2009 in vier Ländern Wahlen an drei verschiedenen Terminen statt.
Von den fünfzehn Wahlen, die 2009 in Deutschland stattfanden, fielen die Landtagswahl in Brandenburg und die vorgezogene Landtagswahl in Schleswig-Holstein mit der Bundestagswahl zusammen.
Acht Kommunal- oder Regionalwahlen fanden am Tag der Europawahl statt.

### Hintergrund aus Sicht der SPD
Die SPD wollte die Kommunalwahl mit der Bundestagswahl am 27. September zusammenlegen. Sie argumentierte, dass die Wahlbeteiligung dann höher wäre und das der Demokratie nützte. 1994 fiel das letzte Mal eine Kommunalwahl mit einer Bundestagswahl zusammen. Dies war die letzte Kommunalwahl, bei der die SPD mehr als 40 Prozent der Wählerstimmen erhielt und die FDP ihr schlechtestes Ergebnis überhaupt bei einer Kommunalwahl einfuhr.
Die SPD behauptete, dass dieser Umstand der Hintergrund für die Einrichtung des zusätzlichen Wahltermins durch die schwarz-gelbe Landesregierung wäre. Dem widersprach der Direktor der „NRW School of Governance“ an der Universität Duisburg-Essen Karl-Rudolf Korte, der sagte, dass SPD und FDP gleichermaßen von einer Zusammenlegung mit der Bundestagswahl profitieren würden.
Die Prognosen für SPD und FDP sind für die Bundestagswahlen besser, als sie es für die Kommunalwahlen waren.
Die NRW SPD argumentierte, dass den Nordrhein-Westfalen keine drei Wahlen hintereinander zugemutet werden könnten.

### Hintergrund aus Sicht der FDP
Die FDP Nordrhein-Westfalen wollte mit der Zusammenlegung von Europawahl und Kommunalwahl erreichen, dass beide Wahlen attraktiver werden und gegenseitig voneinander profitieren. Dieses Ziel wird nun erst 2014 erreicht. Wäre die Kommunalwahl mit der Bundestagswahl zusammengelegt worden, hätte dieses Ziel 2014 nicht erreicht werden können, da sich dann die Amtsperioden wieder zu sehr überschnitten hätten.
Die FDP argumentierte weiter, dass die Kommunalpolitik bei einem gemeinsamen Wahltermin mit der Bundestagswahl unter die Räder käme, sie selbst aber ohnehin von einem Umfragehoch getragen würde, was die Vorwürfe der SPD entkräftete. Außerdem sorgte nur ein getrennter Wahltermin für die Chancengleichheit der Parteien und der freien Wählervereinigungen, die als kommunale Gruppierungen nicht im Zentrum der bundesweiten Öffentlichkeit stünden.
Auf kommunaler Ebene lag die SPD in der XIV. Amtsperiode 2004 bis 2009 in einigen Kommunen hinter freien Wählergruppen erst auf Platz 3 oder gar Platz 4.

### Die Kosten der Wahl
Die Kosten für eine Wahl wurden von den Kontrahenten zu einem Argument für oder gegen einen Wahltermin gemacht.
| Kosten                    | Pro Wähler | Berechnung     | Argument/Bemerkung |
| ------------------------- | ---------- | -------------- | --- |
| 4,5 Mio. € Mehrkosten     | 0,32 €     | CDU/FDP        | „Normale Personalkosten, Ausgaben für Stimmzettel, Wählerverzeichnisse etc. fallen bei jedem Wahlgang an, egal ob an einem Termin ein oder zwei Wahlen stattfinden“ |
| 14,8 Mio. € Gesamtkosten  | 1,06 €     | Ingo Wolf      | „Der Einspareffekt … würde nach Berechnungen des Städte- und Gemeindebundes maximal 30 Prozent betragen.“                                                           |
| 34,58 Mio. € Gesamtkosten | 2,47 €     | Stadt Dortmund | Vollkostenberechnung aus dem Jahr 1998 |
| 42 Mio. € Gesamtkosten    | 2,86 €     | SPD            | Vollkostenberechnung, die nicht berücksichtigen, dass gewisse Kosten bei einer Zusammenlegung dennoch anfallen.                                                     |

### Resolution der freien Wähler
Der Landesverband der Freien und unabhängigen Bürger- und Wählergemeinschaften in NRW (LWG) sprach sich gegen die Zusammenlegung von Kommunalwahl und Bundestagswahl aus. An ihrem Landesverbandstag am 20. Mai 2006 in Dortmund verabschiedeten sie eine Resolution:

„Die Freien Wähler Nordrhein-Westfalen lehnen entschieden eine Zusammenlegung der Bundestagswahlen mit den Kommunalwahlen ab. […]
- Kommunalwahlen sind so wichtig, dass sie einen eigenständigen Wahlgang rechtfertigen und nicht durch andere Wahlthemen überlagert werden dürfen.
- Ein weiteres entscheidendes Kriterium für die Freien Wähler ist auch, dass sie bei einer Zusammenlegung der Wahlen gegenüber den Parteien benachteiligt werden. Für die Bundestagswahlen bekommen die Parteien Öffentliche Gelder.
- Den Parteien stehen für die Bundestagswahl Sendezeiten im öffentlich-rechtlichen Rundfunk und Fernsehen zur Verfügung. Die Wahlwerbung in der Öffentlichkeit lässt sich aber nicht klar trennen, was zu einer Wettbewerbsverzerrung führt.“

## Wahlsystem

### Kreistage und Stadträte (NUTS-3)

Die 2004 stärkste Partei in den Landkreise und kreisfreien Städten (NUTS-2) in Prozenten

Die 2004 gewählten Landräte der Landkreise (NUTS-2) nach Parteizugehörigkeit

Die 2004 gewählten Oberbürgermeister der kreisfreien Städte (NUTS-2) nach Parteizugehörigkeit

Die 2004 gewählten Bürgermeister der kreisabhängigen Städte(NUTS-3) nach Parteizugehörigkeit bzw. aufstellender Partei

Die Gebietskörperschaften der NUTS-3-Ebene (Landkreise und Kreisfreie Städte) werden in Wahlkreise eingeteilt. Das Wahlsystem ist ein Verbindungssystem von Mehrheits- und Verhältniswahl. Die Wähler haben eine Stimme, mit der sie den Wahlkreiskandidaten wählen. Der Kandidat mit den meisten Stimmen ist gewählt. Die für die Wahlkreiskandidaten abgegebenen Stimmen entscheiden ebenfalls über die Zusammensetzung der Kreistage und Stadträte durch die unveränderbaren Reservelisten der Parteien.
1999 erklärte der nordrhein-westfälische Verfassungsgerichtshof die Fünfprozenthürde für verfassungswidrig. Durch den Wegfall dieser Sperrklausel wurden die Kommunalparlamente vielfältiger. So saßen im Stadtrat von Duisburg gegen Ende der XIV. Amtsperiode Vertreter von zehn Parteien und Wählergruppierungen.
Eine erneute Sperrklausel von Sitzzahl 1,0 erklärte das Oberste Verfassungsgericht 16. Dezember 2008 für verfassungswidrig, da es in einem Gemeinderat mit 20 Gemeinderäten de facto wieder eine Fünf-Prozent-Sperrklausel bedeutet hätte. Diese sah das Kommunalwahlgesetz von 2007 vor. Die Entscheidung führte allerdings auch dazu, dass 2004 in Duisburg ein Sitz im Stadtrat für die Duisburger Alternative Liste schon für 0,53 % (entspricht 0,39 Durchschnittssitzen) der Wählerstimmen zu haben war.
Die Verteilung der Sitze geschieht nach dem Divisorverfahren mit Standardrundung.
Die Organisation „Mehr Demokratie“ übergab am 8. April 2008 95.000 Unterschriften für die Volksinitiative „Mehr Demokratie beim Wählen“. Die Initiative forderte ein demokratischereres Kommunalwahlrecht mit der Möglichkeit zu panaschieren und kumulieren. Der Landtag lehnte die Initiative mit den Stimmen von CDU, SPD und FDP ab. Volksinitiativen in Nordrhein-Westfalen sind eher unverbindliche Petitionen an das Parlament.

### Landräte und Oberbürgermeister
An der Spitze der Verwaltung der Landkreise steht ein Landrat, an jener der kreisfreien Städte ein Oberbürgermeister. Beide sind also hauptamtliche Wahlbeamte, die direkt durch das Volk gewählt werden. Gewählt ist, wer die meisten Stimmen auf sich vereinigen kann. Eine absolute Mehrheit war bei dieser Wahl nicht notwendig und somit auch keine Stichwahl. Seit der Abschaffung der Stichwahl sind gemeinsame Wahlvorschläge mehrerer Parteien und Wählergruppen zulässig (§ 46d Abs. 3 KWahlG NW). Gibt es nur einen Bewerber, können die Wähler eine Ja- oder eine Neinstimme abgeben. Der Bewerber ist gewählt, wenn auf ihn mehr Ja- als Neinstimmen entfallen und er von mindestens 25 % der Wahlberechtigten gewählt wurde.
Kritiker weisen dieses System zurück, weil bei einer hohen Anzahl an Bewerbern ein Bewerber schon mit 15 % oder weniger der Wählerstimmen gewählt werden kann. Befürworter weisen darauf hin, dass Wahlkreisabgeordnete des Bundestages in einfacher Wahl gewählt werden, ohne dass jemand deren demokratische Legitimation anzweifelt. Außerdem hatten die bis 2004 üblichen Stichwahlen der beiden Bestplatzierten durchweg sehr niedrige Wahlbeteiligungen, was der demokratischen Legitimation nicht förderlich sei. Bei der Kommunalwahl 2004 wurden lediglich 112 der 408 Direktwahlen durch eine Stichwahl entschieden, in 296 Fällen erreichte dagegen ein Bewerber im ersten Wahlgang die absolute Mehrheit.
Die Amtszeit der bei der Wahl 2009 gewählten Landräte und Oberbürgermeister dauert 6 Jahre (KrO NRW § 44, Abs. 1 und GO NRW § 65, Abs. 1). Mit dieser Änderung sollte die Wahl als Personenwahl gestärkt werden, sie wurde durch das Gesetz zur Stärkung der kommunalen Demokratie rückgängig gemacht.

### Bezirksvertretungen und Bezirksvorsteher/Bezirksbürgermeister (LAU)
Kreisfreie Städte sind in der Regel in drei bis zehn Stadtbezirke untergliedert (GO NRW § 35), die der Local administrative unit (LAU) entsprechen. In diesen wird eine Bezirksvertretung mit 11 bis 19 Mitgliedern gewählt. Die Anzahl der Bezirksvertreter muss ungerade sein. Die Bezirksvertretungen werden über Parteilisten gewählt, die der Wähler nicht mehr verändern darf. Aus ihrer Mitte wählen die Bezirksvertreter den Bezirksvorsteher (GO NRW § 36). In einzelnen Städten heißt der Bezirksvorsteher Bezirksbürgermeister.
Der Gestaltungsspielraum der Bezirksvertretungen und Bezirksvorsteher/Bezirksbürgermeister ist sehr begrenzt. Sie haben im Wesentlichen nur das Recht, vom Oberbürgermeister oder vom Rat der Gesamtstadt angehört zu werden.

### Gemeinde- und Stadträte (LAU)
Kreisabhängige Städte und Gemeinden, die der LAU-Ebene entsprechen, wählen ihre Räte wie die kreisfreien Städte.

### Bürgermeister
Bürgermeister heißen in Nordrhein-Westfalen drei unterschiedliche Funktionsträger. In Städten wie Köln ist der von der Bezirksvertretung gewählte Vorsteher der Bezirksbürgermeister. In allen kreisfreien Städten sind Bürgermeister die vom Stadtrat gewählten ehrenamtlichen Stellvertreter der durch Volkswahl gewählten hauptamtlichen Oberbürgermeister. In den kreisabhängigen Städten und Gemeinden sind die Bürgermeister die hauptamtlichen durch Volkswahl gewählten Hauptverwaltungsbeamten analog zu den Oberbürgermeistern der kreisfreien Städte.
Im Gegensatz zu den Bezirksbürgermeistern haben die Bürgermeister der kreisabhängigen Kommunen einen größeren Gestaltungsspielraum in ihren Kommunen.

### Größe der kommunalen Vertretungen
| Stadt oder Gemeinde (KWahlG NRW § 3, Abs 2, a) | Stadt oder Gemeinde (KWahlG NRW § 3, Abs 2, a) | Stadt oder Gemeinde (KWahlG NRW § 3, Abs 2, a) | Landkreise (KWahlG NRW § 3, Abs 2, b) | Landkreise (KWahlG NRW § 3, Abs 2, b) | Landkreise (KWahlG NRW § 3, Abs 2, b) |
| Einwohner                                      | Vertreter                                      | Wahlbezirke                                    | Einwohner                             | Vertreter                             | Wahlbezirke                           |
| bis 5.000                                      | 20                                             | 10                                             | bis 200.000                           | 48                                    | 24                                    |
| 5.001–8.000                                    | 26                                             | 13                                             | bis 200.000                           | 48                                    | 24                                    |
| 8.001–15.000                                   | 32                                             | 16                                             | bis 200.000                           | 48                                    | 24                                    |
| 15.001–30.000                                  | 38                                             | 19                                             | bis 200.000                           | 48                                    | 24                                    |
| 30.001–50.000                                  | 44                                             | 22                                             | bis 200.000                           | 48                                    | 24                                    |
| 50.001–100.000                                 | 50                                             | 25                                             | bis 200.000                           | 48                                    | 24                                    |
| 100.001–250.000                                | 58                                             | 29                                             | bis 200.000                           | 48                                    | 24                                    |
| 250.001–400.000                                | 66                                             | 33                                             | 200.001–300.000                       | 54                                    | 27                                    |
| 250.001–400.000                                | 66                                             | 33                                             | 300.001–400.000                       | 60                                    | 30                                    |
| 400.001–550.000                                | 74                                             | 37                                             | 400.001–500.000                       | 66                                    | 33                                    |
| 400.001–550.000                                | 74                                             | 37                                             | über 500.000                          | 72                                    | 36                                    |
| 550.001–700.000                                | 82                                             | 41                                             | über 500.000                          | 72                                    | 36                                    |
| über 700.000                                   | 90                                             | 45                                             | über 500.000                          | 72                                    | 36                                    |

Die Größe der kommunalen Vertretungen ist nach Einwohnerzahl gestaffelt und schwankt ohne eventuelle Überhang- und Ausgleichsmandate von 20 bis 90 Vertretern bei Gemeinde- und Stadträten und von 48 bis 72 bei Kreistagen. Die kommunalen Vertretungen können die Zahl ihrer Sitze durch ihre Satzung um 2, 4 oder 6 Sitze niedriger festsetzen als vom Gesetz für eine Kommune in der jeweiligen Größenklasse vorgesehen, jedoch darf die Sitzzahl nicht kleiner als 20 sein (KWahlG NW, § 3 Abs. 2). Die Sitzzahl ist stets eine gerade Zahl, und die Zahl der Wahlbezirke beträgt immer die Hälfte davon (ohne Berücksichtigung von Überhang- und Ausgleichsmandaten). In jedem Wahlbezirk wird ein Vertreter mit relativer Mehrheit gewählt. Erreicht eine Partei oder Wählergruppe in den Wahlbezirken mehr Mandate, als ihr im Verhältnis zum Wählerwillen zusteht (Überhangmandate), erhalten die anderen Parteien und Wählergruppen Ausgleichsmandate, wodurch die Zahl der Mitglieder der Vertretung entsprechend steigt (KWahlG NRW § 3, Abs 3).

## Ergebnisse seit 1946
Die CDU erzielte ihr bestes Ergebnis mit 50,3 % Wähleranteil in der Kommunalwahl von 1999. Die SPD erreichte ihr bestes Ergebnis mit 46,6 % 1964, die Grünen mit 10,3 % an den vorangegangenen Wahlen von 2004, die FDP mit 12,2 % an den dritten Wahlen nach dem Zweiten Weltkrieg 1952. Seit 1999 nimmt die Zahl der vertretenen Parteien stark zu.

2004 Landesweiter Wähleranteil der Parteien und Wählergruppen

Die CDU fuhr 1999 ihr bestes Kommunalwahlergebnis aller Zeiten ein und erreichte mehr als die Hälfte der Wählerstimmen. Dieses Ergebnis wurde 2004 etwas nach unten korrigiert und lag bei 43,4 %. Sie war in der Mehrheit der Kreise stärkste Partei, gewann die meisten Landräte in den Kreisen, stellt die zweitmeisten Oberbürgermeister und ist in der Mehrheit der kreisabhängigen Städten und Gemeinden stärkste Partei.
Die letzten Wahlen, die die SPD gewann, waren 1994. Sie fuhr 2004 ihr schlechtestes Ergebnis aller Zeiten ein. Nur im Ruhrgebiet und im Nordosten des Landes konnte sie ihre Ergebnisse halten.
Seit dem Fall der Fünf-Prozent-Sperrklausel schneiden Wählergruppen und Kleinparteien bei den Kommunalwahlen stärker ab. In einigen Stadtbezirken der kreisfreien Städte und in einigen kreisabhängigen Städten und Gemeinden erreichen Wählergruppen bis zu einem Viertel der Wählerstimmen.

### Prognosen
Vor der Wahl wurden verschiedene Umfragen veröffentlicht.
| Datum            | Umfrage            | Auftraggeber        | Sonntagsfrage | CDU    | SPD    | FDP     | GRÜNE   | LINKE | andere keiner |
| 8. Oktober 2008  | Forsa              | Stern               | Landtag       | 41 %   | 30 %   | 13 %    | 8 %     | 10 %  |               |
| 4. Februar 2009  | Forsa              | Stern/RTL           | Landtag       | 42 %   | 26 %   | 13 %    | 9 %     | 6 %   |               |
| 4. Februar 2009  | Forsa              | Stern/RTL           | Ministerpräs. | 56 %   | 17 %   | –       | –       | –     | –             |
| 26. Februar 2009 | Omniquest          | Omniquest           | Landtag       | 34,3 % | 26,8 % | 12,8 %  | 14,5 %  | 6,6 % |               |
| 2. März 2009     | „Demoskopen“       | „Demoskopen“        | Kommunalwahl  | 32,7 % | 27,5 % | 10,7 %  | 15,4 %  | 6,1 % | 7,6 %         |
| 29. März 2009    | Omniquest          | ksta                | Rat Köln      | 26,1 % | 35,1 % | 10,6 %  | 19,6 %  | 3,5 % | 5,1 %         |
| 29. März 2009    | Omniquest          | ksta                | OB Köln       | 37,6 % | 50 %   | 5,3 %   | wie SPD | k.K.  | 7,1 %         |
| November 2007    | Start-Institut     | SPD Dortmund        | Rat Dortmund  | 35 %   | 41 %   | 3 %     | 12 %    | 5 %   | 4 %           |
| April 2008       | Forsa              | Bürgerforum Phoenix | Rat Dortmund  | 33 %   | 36 %   | 6 %     | 13 %    | 6 %   | 6 %           |
| Juni 2008        | Forsa              | Bürgerforum Phoenix | Rat Dortmund  | 34 %   | 34 %   | 6 %     | 14 %    | 6 %   | 6 %           |
| September 2008   | Forsa              | Bürgerforum Phoenix | Rat Dortmund  | 32 %   | 36 %   | 7 %     | 14 %    | 7 %   | 4 %           |
| Januar 2009      | Forsa              | Bürgerforum Phoenix | Rat Dortmund  | 35 %   | 35 %   | 6 %     | 16 %    | 5 %   | 3 %           |
| Januar 2009      | Forsa              | Bürgerforum Phoenix | OB Dortmund   | 26 %   | 29 %   | wie CDU | 10 %    |       | 35 %          |
| April 2009       | Forsa              | Bürgerforum Phoenix | Rat Dortmund  | 34 %   | 37 %   | 6 %     | 14 %    | 4 %   | 5 %           |
| April 2009       | Forsa              | Bürgerforum Phoenix | OB Dortmund   | 27 %   | 32 %   | wie CDU | 7 %     |       | 34 %          |
| Juni 2009        | Uni Duisburg-Essen | WAZ                 | Rat Dortmund  | 24 %   | 44 %   | 10 %    | 10 %    | 8 %   | 4 %           |
| Juni 2009        | Uni Duisburg-Essen | WAZ                 | OB Dortmund   | 33 %   | 43 %   | wie CDU | 12 %    | 7 %   | 5 %           |
| Juni 2009        | Start-Institut     | Ruhr-Nachrichten    | Rat Dortmund  | 32 %   | 38 %   | 7 %     | 11 %    | 5 %   | 7 %           |
| Juni 2009        | Start-Institut     | Ruhr-Nachrichten    | OB Dortmund   | 26 %   | 34 %   | wie CDU | 5 %     |       | 35 %          |
| Juni 2009        | Forsa              | Bürgerforum Phoenix | Rat Dortmund  | 28 %   | 39 %   | 7 %     | 12 %    | 6 %   | 8 %           |
| Juni 2009        | Forsa              | Bürgerforum Phoenix | OB Dortmund   | 29 %   | 32 %   | wie CDU | 6 %     |       | 33 %          |

## Parteien vor der Wahl 2009
Jürgen Rüttgers, Ministerpräsident Nordrhein-Westfalens und CDU-Vorsitzender, warb im Wahlkampf offen um sozialdemokratische Wähler. Bei den Kommunalwahlen 2004 war die CDU Nordrhein-Westfalen landesweit stimmstärkste Partei. Sie konnte allerdings ihr gutes Ergebnis von der Kommunalwahl 1999 nicht mehr erreichen, bei der sie über die Hälfte der Stimmen erhielt. In den kreisangehörigen Gemeinden sah sich die CDU in ihren Hochburgen einer starken Opposition durch freie Wählergruppen gegenüber. Vielerorts konnten diese einen Bürgermeister gegen den CDU-Kandidaten durchsetzen. Mehrere CDU-Bürgermeister hatten die Partei, auch während der Amtsperiode, verlassen und sind nun unabhängig. In der SPD-Hochburg Duisburg konnte die CDU in der Vergangenheit mit Hilfe der anderen Parteien einen CDU-Oberbürgermeister durchsetzen. In Köln regierte seit 2000 mit Fritz Schramma ebenfalls ein CDU-Oberbürgermeister.
Im 20. Jahrhundert galt Nordrhein-Westfalen als Stammland der SPD. Dies hat sich aber geändert. Die NRWSPD verliert seit Jahren allmählich in ihren Hochburgen an Wählerstimmen. Seit 1964 geht der Wähleranteil der SPD bei Kommunalwahlen zurück. Seit 1999 ist die SPD landesweit nicht mehr stärkste Partei auf kommunaler Ebene. Die SPD leidet auch unter der zunehmenden Fragmentierung des linken Spektrums. Neben der Partei Die Linke konkurrieren vielerorts noch weitere linke Parteien und Wählergruppen mit ihr. Hinzu kommen die Versuche der NRW-CDU, sich ein „sozialdemokratischeres“ Profil zu geben als es die Bundes-CDU hat.
Dennoch stellte die SPD die meisten Oberbürgermeister in NRW und war in der Wahlperiode von 2004 bis 2009 in vielen Städten stärkste Partei, darunter Bochum, Bottrop, Dortmund, Duisburg, Herne, Mülheim und Oberhausen.
Für Bündnis 90/Die Grünen ist NRW ein Schlüsselland. In vielen Großstädten ist sie drittstärkste Kraft vor den Liberalen. Im Bezirk Köln-Innenstadt war sie von 2004 bis 2009 stärkste Partei und stellte den Bezirksbürgermeister. In den Rathäusern der kreisangehörigen Städte und Gemeinden stellten die Grünen zwei Bürgermeister, die beide 2004 im ersten Wahlgang gewählt wurden. Mit der Stadt Rhede, Kreis Borken und der Gemeinde Laer im Kreis Steinfurt sind dies beides Kommunen im Münsterland. Die Universitätsstadt Münster selbst, auch Sitz des nordrhein-westfälischen Verfassungsgerichts, ist eine Hochburg der Grünen im Land. Die Grünen beteiligten sich ebenso wie die SPD an einer Verfassungsklage bezüglich des Wahltermins der Kommunalwahl, welcher vom nordrhein-westfälischen Verfassungsgerichtshof stattgegeben wurde.
Die FDP Nordrhein-Westfalen ist seit den Kommunalwahlen von 1984 nur noch die vierte Kraft und kleinste der auf kommunaler Ebene flächendeckend antretenden Parteien. In den Rathäusern der kreisangehörigen Städte und Gemeinden stellten die Liberalen zwischen 2004 und 2009 vier Bürgermeister, so in der Stadt Pulheim im Rhein-Erft-Kreis, in der Stadt Wiehl im Oberbergischen Kreis, in der Stadt Wermelskirchen im Rheinisch-Bergischen Kreis und der Gemeinde Eitorf im Rhein-Sieg-Kreis. Somit lagen alle FDP-regierten Rathäuser im Gebiet des FDP-Bezirksverbandes Köln im Rheinland.
Die Linke trat 2004 noch als PDS oder WASG an. In vielen Städten trugen sie den Zusatz offene Liste (OL) und ermöglichten Nicht-Mitgliedern oder Mitgliedern anderer Parteien wie der DKP, auf ihren Listen zu kandidieren. In vielen Lokalparlamenten war die Linke zwischen 2004 und 2009 nicht vertreten. Der Landesvorsitzende Wolfgang Zimmermann wollte die Zahl der Mandate bei dieser Wahl von 145 auf 600 steigern und zweistellige Ergebnisse erzielen. Sie trat 2009 nicht flächendeckend an.
Unter den bundesweiten Kleinparteien kann die Ökologisch-Demokratische Partei in einzelnen Kommunen eine gewisse Bedeutung erlangen.
Eine Reihe von Parteien und Wählergruppierungen existiert seit den 1970er-Jahren. So tritt die Unabhängige Wählergemeinschaft Wattenscheid nur im Bochumer Stadtbezirk Wattenscheid an, wo sie ein Viertel der Wähler erreicht.
Andere Parteien und Wählergemeinschaften entstanden kommunal rund um Bürgerinitiativen zu einzelnen Themen zu unterschiedlichen Zeiten. Auffallend ist der Einfluss der Flughäfen Essen und Dortmund auf die Entstehung neuer Wählergruppen in den umliegenden Städten. Als Beispiel die Bürgerliste für Dortmund oder die Mülheimer Bürgerinitiativen MBI.
Die Marxistisch-Leninistische Partei Deutschlands (MLPD) erhielt vom Frührentner und ehemaligen Bergbauingenieur Michael May aus Moers zwischen 18. April 2006 und 24. Juni 2008 Parteispenden von insgesamt 2.762.167 Euro. Die Partei tritt seit Jahren in marxistisch-leninistischen Wahlbündnissen an, die meist die Buchstabenkombination A-U-F im Namen tragen, wie AUF Gelsenkirchen, Lebenswert, Aktiv, Unbestechlich, Fortschrittlich für Leverkusen LAUF, Essen steht auf! (AUF) und ähnliche.
Die drei etablierten Parteien am rechten Rand NPD, DVU und die Republikaner sind nirgends wirklich stark. Die Republikaner als stärkste der drei erreichte 2004 in zwei kreisfreien Städten Werte über 4 Prozent. Landesweit erreichten die Republikaner 2004 0,6 %, die NPD 0,2 % und die DVU 0,1 %. Die NPD ist zudem durch Finanzskandale in der Krise. Auch am rechten Rand bewarben sich zur Wahl 2009 neuere Wählergruppierungen wie die Bürgerbewegung pro Köln, die Ableger unter dem Dach von pro NRW in verschiedenen Städten gegründet hatte (siehe auch: Pro-Bewegung).
Es gibt allerdings auch ältere Wählergruppen, die sich pro xy nennen, ohne rechtsextremistisch zu sein.

## Ergebnis 2009

### Indirekte Wahlen

#### Landschaftsversammlungen
Die Landschaftsversammlung ist jeweils das demokratische Kontrollorgan der beiden höheren nordrhein-westfälischen Kommunalverbände Landschaftsverband Rheinland und Landschaftsverband Westfalen-Lippe. Die nordrheinische Landschaftsversammlung nennt sich auch „Rheinischer Rat“, die westfälische Landschaftsversammlung auch „Westfalenparlament“.
Die Kreistage der Kreise und die Räte der kreisfreien Städte wählen die Mitglieder der Landschaftsversammlung. Dass die Zusammensetzung der Versammlung dem Kräfteverhältnis im Verbandsgebiet entspricht, wird über Ausgleichsmandate durch Reservelisten erreicht.
Der nordrheinische und der westfälisch-lippische Wähler bestimmt also durch seine Stimme für den Kreistag oder den Stadtrat von kreisfreien Städten auch über die Zusammensetzung seiner Landschaftsversammlung.
Die Landschaftsversammlung wählt aus ihrer Mitte einen Vorsitzenden. Chef der Verwaltung ist der Direktor des Landschaftsverbandes. Er und seine sieben Fachdezernenten, die Landesräte, wählt die Landschaftsversammlung auf acht Jahre. Die Landschaftsversammlung muss mindestens ein Mal jährlich zusammentreten.
| Karte | Jahr                                                        | Wähleranteil und stimmberechtigte Mitglieder                | Wähleranteil und stimmberechtigte Mitglieder                | Wähleranteil und stimmberechtigte Mitglieder                | Wähleranteil und stimmberechtigte Mitglieder                | Wähleranteil und stimmberechtigte Mitglieder                | Wähleranteil und stimmberechtigte Mitglieder                | Wähleranteil und stimmberechtigte Mitglieder                | Wähleranteil und stimmberechtigte Mitglieder                | Wähleranteil und stimmberechtigte Mitglieder                | Wähleranteil und stimmberechtigte Mitglieder                | Wähleranteil und stimmberechtigte Mitglieder                | Wähleranteil und stimmberechtigte Mitglieder                | Wähleranteil und stimmberechtigte Mitglieder                | Direktor/in                                                 | Direktor/in                                                 |
| ----- | ----------------------------------------------------------- | ----------------------------------------------------------- | ----------------------------------------------------------- | ----------------------------------------------------------- | ----------------------------------------------------------- | ----------------------------------------------------------- | ----------------------------------------------------------- | ----------------------------------------------------------- | ----------------------------------------------------------- | ----------------------------------------------------------- | ----------------------------------------------------------- | ----------------------------------------------------------- | ----------------------------------------------------------- | ----------------------------------------------------------- | ----------------------------------------------------------- | ----------------------------------------------------------- |
| Karte | Jahr                                                        | CDU                                                         | CDU                                                         | SPD                                                         | SPD                                                         | Grüne                                                       | Grüne                                                       | FDP                                                         | FDP                                                         | Linke                                                       | Linke                                                       | sonst                                                       | sonst                                                       | total                                                       | Direktor/in                                                 | Direktor/in                                                 |
| Karte | Landschaftsversammlung Rheinland (Rheinischer Rat)          | Landschaftsversammlung Rheinland (Rheinischer Rat)          | Landschaftsversammlung Rheinland (Rheinischer Rat)          | Landschaftsversammlung Rheinland (Rheinischer Rat)          | Landschaftsversammlung Rheinland (Rheinischer Rat)          | Landschaftsversammlung Rheinland (Rheinischer Rat)          | Landschaftsversammlung Rheinland (Rheinischer Rat)          | Landschaftsversammlung Rheinland (Rheinischer Rat)          | Landschaftsversammlung Rheinland (Rheinischer Rat)          | Landschaftsversammlung Rheinland (Rheinischer Rat)          | Landschaftsversammlung Rheinland (Rheinischer Rat)          | Landschaftsversammlung Rheinland (Rheinischer Rat)          | Landschaftsversammlung Rheinland (Rheinischer Rat)          | Landschaftsversammlung Rheinland (Rheinischer Rat)          | Landschaftsversammlung Rheinland (Rheinischer Rat)          | Landschaftsversammlung Rheinland (Rheinischer Rat)          |
| Karte | 2004                                                        | 43,1                                                        | 52                                                          | 30,7                                                        | 37                                                          | 11,1                                                        | 13                                                          | 7,4                                                         | 9                                                           | 1,5                                                         | 2                                                           | 6,2                                                         | –                                                           | 113                                                         | Renate Hötte (kommissarisch)                                | parteilos                                                   |
| Karte | 2009                                                        | 38,5                                                        | 51                                                          | 27,6                                                        | 37                                                          | 13,2                                                        | 17                                                          | 9,8                                                         | 13                                                          | 4,4                                                         | 6                                                           | 6,6                                                         | 4                                                           | 128                                                         | Renate Hötte (kommissarisch)                                | parteilos                                                   |
| Karte | Landschaftsversammlung Westfalen-Lippe (Westfalenparlament) | Landschaftsversammlung Westfalen-Lippe (Westfalenparlament) | Landschaftsversammlung Westfalen-Lippe (Westfalenparlament) | Landschaftsversammlung Westfalen-Lippe (Westfalenparlament) | Landschaftsversammlung Westfalen-Lippe (Westfalenparlament) | Landschaftsversammlung Westfalen-Lippe (Westfalenparlament) | Landschaftsversammlung Westfalen-Lippe (Westfalenparlament) | Landschaftsversammlung Westfalen-Lippe (Westfalenparlament) | Landschaftsversammlung Westfalen-Lippe (Westfalenparlament) | Landschaftsversammlung Westfalen-Lippe (Westfalenparlament) | Landschaftsversammlung Westfalen-Lippe (Westfalenparlament) | Landschaftsversammlung Westfalen-Lippe (Westfalenparlament) | Landschaftsversammlung Westfalen-Lippe (Westfalenparlament) | Landschaftsversammlung Westfalen-Lippe (Westfalenparlament) | Landschaftsversammlung Westfalen-Lippe (Westfalenparlament) | Landschaftsversammlung Westfalen-Lippe (Westfalenparlament) |
| Karte | 2004                                                        | 43,8                                                        | 47                                                          | 32,8                                                        | 35                                                          | 9,5                                                         | 10                                                          | 6,2                                                         | 6                                                           | 1,2                                                         | 1                                                           | 6,5                                                         | 1                                                           | 100                                                         | Wolfgang Kirsch                                             | CDU                                                         |
| Karte | 2009 2012                                                   | 38,7 38,8                                                   | 41 43                                                       | 31,4 31,5                                                   | 33 35                                                       | 10,8                                                        | 11 12                                                       | 8,5 8,4                                                     | 9                                                           | 4,3 4,2                                                     | 5                                                           | 6,3                                                         | 2                                                           | 101 106                                                     | Wolfgang Kirsch                                             | CDU                                                         |

Landschaftsverband Rheinland: Sonstige 2009: Freie Wähler NRW (3 Sitze) und Deine Freunde (1 Sitz)

Landschaftsverband Westfalen-Lippe: Sonstige 2004: Bürgerliste, Sonstige 2009: Freie Wähler NRW

Nach der Wiederholung der Kommunalwahl in Dortmund am 26. August 2012 wurde die Sitzverteilung in der Verbandsversammlung Westfalen-Lippe neu berechnet.

#### Regionalräte
Die Gebietskörperschaften der NUTS-2-Ebene sind in Nordrhein-Westfalen die 5 Regierungsbezirke Arnsberg, Detmold, Düsseldorf, Köln und Münster. Der Leiter der Bezirksregierung ist der Regierungspräsident. Dieser wird in Nordrhein-Westfalen nicht gewählt, sondern vom Ministerpräsidenten des Landes ernannt.
Der Bezirksregierung beigestellt ist jedoch der Regionalrat. Dieser ist für die Regionalplanung zuständig. Er setzt sich aus stimmberechtigten und beratenden Mitgliedern zusammen.
Die stimmberechtigten Mitgliedern werden „zu zwei Drittel durch die Vertretungen der kreisfreien Städte und Kreise gewählt, zu einem Drittel aus Reservelisten berufen. Maßgeblich für die Sitzverteilung sind die Gemeindewahlergebnisse in den kreisfreien Städten und in den kreisangehörigen Gemeinden.“
Dem Wähler dürfte also nicht in jedem Fall bewusst sein, dass er mit seiner Stimme für das Gemeindeparlament auch über die Zusammensetzung des Regionalrates entscheidet.
Seit der Neukonstituierung Anfang 2010 umfassen die Regionalräte Arnsberg, Düsseldorf und Münster nur noch Mitglieder aus den Kommunen, die nicht dem RVR angehören. Entsprechend verkleinern die entsprechenden Regionalräte sich. Die Zuständigkeit für die Regionalplanung wurde ebenfalls auf die Gebiete außerhalb des RVR beschränkt.
| Karte | Jahr                        | Wähleranteil und stimmberechtigte Mitglieder | Wähleranteil und stimmberechtigte Mitglieder | Wähleranteil und stimmberechtigte Mitglieder | Wähleranteil und stimmberechtigte Mitglieder | Wähleranteil und stimmberechtigte Mitglieder | Wähleranteil und stimmberechtigte Mitglieder | Wähleranteil und stimmberechtigte Mitglieder | Wähleranteil und stimmberechtigte Mitglieder | Wähleranteil und stimmberechtigte Mitglieder | Wähleranteil und stimmberechtigte Mitglieder | Wähleranteil und stimmberechtigte Mitglieder | Wähleranteil und stimmberechtigte Mitglieder | Wähleranteil und stimmberechtigte Mitglieder | Regierungspräsidenten von der Landesregierung ernannt | Regierungspräsidenten von der Landesregierung ernannt |
| Karte | Jahr                        | CDU                                          | CDU                                          | SPD                                          | SPD                                          | Grüne                                        | Grüne                                        | FDP                                          | FDP                                          | Linke                                        | Linke                                        | sonst                                        | sonst                                        | total                                        | Regierungspräsidenten von der Landesregierung ernannt | Regierungspräsidenten von der Landesregierung ernannt |
| Karte | Regierungsbezirk Arnsberg   | Regierungsbezirk Arnsberg                    | Regierungsbezirk Arnsberg                    | Regierungsbezirk Arnsberg                    | Regierungsbezirk Arnsberg                    | Regierungsbezirk Arnsberg                    | Regierungsbezirk Arnsberg                    | Regierungsbezirk Arnsberg                    | Regierungsbezirk Arnsberg                    | Regierungsbezirk Arnsberg                    | Regierungsbezirk Arnsberg                    | Regierungsbezirk Arnsberg                    | Regierungsbezirk Arnsberg                    | Regierungsbezirk Arnsberg                    | Regierungsbezirk Arnsberg                             | Regierungsbezirk Arnsberg                             |
| Karte | 2004                        | 41,0                                         | 17                                           | 35,2                                         | 15                                           | 9,1                                          | 4                                            | 5,9                                          | 2                                            | 1,5                                          | 1                                            | 7,3                                          | –                                            | 39                                           | Renate Drewke                                         | SPD                                                   |
| Karte | 2009                        | 44,4                                         | 7                                            | 26,4                                         | 5                                            | 8,2                                          | 1                                            | 10,0                                         | 1                                            | 3,5                                          | –                                            | 7,5                                          | 1                                            | 15                                           | Helmut Diegel                                         | CDU                                                   |
| Karte | Regierungsbezirk Detmold    | Regierungsbezirk Detmold                     | Regierungsbezirk Detmold                     | Regierungsbezirk Detmold                     | Regierungsbezirk Detmold                     | Regierungsbezirk Detmold                     | Regierungsbezirk Detmold                     | Regierungsbezirk Detmold                     | Regierungsbezirk Detmold                     | Regierungsbezirk Detmold                     | Regierungsbezirk Detmold                     | Regierungsbezirk Detmold                     | Regierungsbezirk Detmold                     | Regierungsbezirk Detmold                     | Regierungsbezirk Detmold                              | Regierungsbezirk Detmold                              |
| Karte | 2004                        | 44,6                                         | 11                                           | 31,5                                         | 8                                            | 8,6                                          | 2                                            | 5,7                                          | 2                                            | –                                            | –                                            | 9,5                                          | –                                            | 23                                           | Andreas Wiebe                                         | Grüne                                                 |
| Karte | 2009                        | 40,5                                         | 8                                            | 29,3                                         | 7                                            | 11,4                                         | 2                                            | 8,7                                          | 2                                            | 3,8                                          | –                                            | 6,3                                          | 1                                            | 20                                           | M. Thomann-Stahl                                      | FDP                                                   |
| Karte | Regierungsbezirk Düsseldorf | Regierungsbezirk Düsseldorf                  | Regierungsbezirk Düsseldorf                  | Regierungsbezirk Düsseldorf                  | Regierungsbezirk Düsseldorf                  | Regierungsbezirk Düsseldorf                  | Regierungsbezirk Düsseldorf                  | Regierungsbezirk Düsseldorf                  | Regierungsbezirk Düsseldorf                  | Regierungsbezirk Düsseldorf                  | Regierungsbezirk Düsseldorf                  | Regierungsbezirk Düsseldorf                  | Regierungsbezirk Düsseldorf                  | Regierungsbezirk Düsseldorf                  | Regierungsbezirk Düsseldorf                           | Regierungsbezirk Düsseldorf                           |
| Karte | 2004                        | 43,1                                         | 23                                           | 31,8                                         | 18                                           | 10,3                                         | 6                                            | 6,9                                          | 5                                            | 1,8                                          | 1                                            | 6,1                                          | –                                            | 53                                           | Jürgen Büssow                                         | SPD                                                   |
| Karte | 2009                        | 41,7                                         | 17                                           | 24,7                                         | 10                                           | 12,7                                         | 5                                            | 10,6                                         | 4                                            | 4,3                                          | 1                                            | 6,0                                          | 1                                            | 38                                           | Jürgen Büssow                                         | SPD                                                   |
| Karte | Regierungsbezirk Köln       | Regierungsbezirk Köln                        | Regierungsbezirk Köln                        | Regierungsbezirk Köln                        | Regierungsbezirk Köln                        | Regierungsbezirk Köln                        | Regierungsbezirk Köln                        | Regierungsbezirk Köln                        | Regierungsbezirk Köln                        | Regierungsbezirk Köln                        | Regierungsbezirk Köln                        | Regierungsbezirk Köln                        | Regierungsbezirk Köln                        | Regierungsbezirk Köln                        | Regierungsbezirk Köln                                 | Regierungsbezirk Köln                                 |
| Karte | 2004                        | 43,2                                         | 20                                           | 29,4                                         | 14                                           | 12,0                                         | 5                                            | 7,9                                          | 4                                            | 1,3                                          | 1                                            | 6,2                                          | –                                            | 44                                           | Jürgen Roters                                         | SPD                                                   |
| Karte | 2009                        | 38,5                                         | 17                                           | 25,6                                         | 11                                           | 14,3                                         | 6                                            | 10,5                                         | 4                                            | 3,9                                          | 1                                            | 7,2                                          | 2                                            | 41                                           | Hans Peter Lindlar                                    | CDU                                                   |
| Karte | Regierungsbezirk Münster    | Regierungsbezirk Münster                     | Regierungsbezirk Münster                     | Regierungsbezirk Münster                     | Regierungsbezirk Münster                     | Regierungsbezirk Münster                     | Regierungsbezirk Münster                     | Regierungsbezirk Münster                     | Regierungsbezirk Münster                     | Regierungsbezirk Münster                     | Regierungsbezirk Münster                     | Regierungsbezirk Münster                     | Regierungsbezirk Münster                     | Regierungsbezirk Münster                     | Regierungsbezirk Münster                              | Regierungsbezirk Münster                              |
| Karte | 2004                        | 45,9                                         | 12                                           | 30,8                                         | 8                                            | 9,8                                          | 3                                            | 6,6                                          | 2                                            |                                              | –                                            |                                              | –                                            | 25                                           | Jörg Twenhöven                                        | CDU                                                   |
| Karte | 2009                        | 46,1                                         | 8                                            | 24,5                                         | 5                                            | 11,8                                         | 2                                            | 9,6                                          | 2                                            | 3,0                                          | –                                            | 5,0                                          | –                                            | 17                                           | Peter Paziorek                                        | CDU                                                   |

Alle Stimmenanteile: Wahl der Stadträte der Kreisfreien Städte und Kreistage außerhalb des RVR.

#### Verbandsversammlung Ruhr
Der Regionalverband Ruhr übernimmt ähnliche Aufgaben, wie die 5 Regierungsbezirke, nur dass der Regionalverband keine Gebietskörperschaft ist. Eines seiner Organe ist die Verbandsversammlung. Deren Mitglieder werden durch die Vertretungen der Mitgliedskörperschaften (Kreistage der Kreise und Räte der Kreisfreien Städte) gewählt. Die Landräte und die Oberbürgermeister der Mitgliedskörperschaften sind geborene Mitglieder der Verbandsversammlung.
Durch die Wahl der Körperschaftsvertretungen und durch die Wahl der Obersten Verwaltungsbeamten (Landräte und Oberbürgermeister) nimmt der Wähler im Ruhrgebiet indirekt Einfluss auf die Zusammensetzung der Verbandsversammlung. Eine Direktwahl wie bei der Regionalversammlung des Verbands Region Stuttgart ist nicht vorgesehen.
Die Verbandsversammlung wählt aus ihrer Mitte den Regionaldirektor.
| CDU                                 | SPD                  | Grüne                | FDP                  | Linke                | sonst                | total                |                      |                      |                      |                      |                      |                      |                      |                      |                      |                      |
| Lage des LVR in Nordrhein-Westfalen | Regionalverband Ruhr | Regionalverband Ruhr | Regionalverband Ruhr | Regionalverband Ruhr | Regionalverband Ruhr | Regionalverband Ruhr | Regionalverband Ruhr | Regionalverband Ruhr | Regionalverband Ruhr | Regionalverband Ruhr | Regionalverband Ruhr | Regionalverband Ruhr | Regionalverband Ruhr | Regionalverband Ruhr | Regionalverband Ruhr | Regionalverband Ruhr |
| Lage des LVR in Nordrhein-Westfalen | 2004                 | 28                   | 30                   | 7                    | 4                    | 2                    | –                    | 71                   | Heinz-Dieter Klink   | SPD                  |                      |                      |                      |                      |                      |                      |
| Lage des LVR in Nordrhein-Westfalen | 2009                 | 23                   | 29                   | 8                    | 5                    | 4                    | 1                    | 70                   | Heinz-Dieter Klink   | SPD                  |                      |                      |                      |                      |                      |                      |

## Verweise
1. ↑  Wert 2004
2. ↑  ddp: Höchstes NRW-Gericht berät im Mai über Kommunalwahl. In: HalternerZeitung.de. 27. März 2009, ehemals im Original (nicht mehr online verfügbar); abgerufen am 30. März 2009: „Sowohl Verfassungsrichter Jürgen Brand, der zugleich SPD-Chef in Hagen ist, als auch sein Vertreter von den Grünen, Thomas Griese, hatten nach anhaltender Kritik der CDU auf eine Teilnahme an den Verhandlungen der von SPD und Grünen eingereichten Klagen gegen den Kommunalwahltermin und die Abschaffung der Stichwahl verzichtet.“
3. ↑  Wilfried Goebels: Zwei Richter verzichten. In: www.rundschau-online.de. Kölnische Rundschau, 24. März 2009, abgerufen am 24. April 2017: „Im Parteienstreit um die Kommunalwahl erklärte sich NRW-Verfassungsrichter Jürgen Brand für befangen. Brand, vor einer Woche zum SPD-Unterbezirkschef in Hagen gewählt, wirkt damit an den Verfahren zur Kommunalwahl nicht mit. Auch der als Nachrücker in das siebenköpfige Richtergremium gewählte Thomas Griese verzichtet. Er tritt für die Grünen zur Kommunalwahl in Aachen an. Richterin Barbara Dauner-Lieb, im CDU-Landesarbeitskreis Justiz aktiv, verzichtet dagegen nicht. … Brand war in die Kritik geraten, da er aktiv im Wahlkampf mitwirkt. CDU-Politiker sahen die Gefahr von „Partei-Urteilen“.“
4. ↑  Verfassungsgerichtshof für das Land Nordrhein-Westfalen: Kommunalwahlen 2009 dürfen am 30. August 2009 stattfinden. In: offizielle Website des VGH NRW. 26. Mai 2009, archiviert vom Original (nicht mehr online verfügbar) am 7. November 2014; abgerufen am 7. November 2014: „Dies hat der Verfassungsgerichtshof für das Land Nordrhein-Westfalen durch heute verkündetes Urteil entschieden und damit den gemeinsamen Antrag der NRW-Landesverbände der SPD und des Bündnis 90/Die Grünen gegen die Festlegung des Kommunalwahltermins auf den 30. August 2009 zurückgewiesen.“  Info: Der Archivlink wurde automatisch eingesetzt und noch nicht geprüft. Bitte prüfe Original- und Archivlink gemäß Anleitung und entferne dann diesen Hinweis.
5. ↑  Karl-Rudolf Korte: Kommunalwahl im Schatten der Krise. In: Westdeutsche Allgemeine Zeitung. Funke Mediengruppe, 16. März 2009, abgerufen am 20. Oktober 2020.
6. ↑  Wilfried Goebels: Der Streit um die Kosten für separaten Wahlkampftermin eskaliert. In: Westfalenpost. Funke Mediengruppe, 10. März 2009, abgerufen am 13. Juli 2015: „Lampen (NRW-Steuerzahlerchef) wehrt sich: „Letztlich spielt es keine Rolle, ob durch eine Zusammenlegung mit der Bundestagswahl am 27. September 40 Millionen oder nur 20 Millionen Euro eingespart werden. Jede zusätzliche unnötige Ausgabe von Steuergeldern sollte vermieden werden.““
7. ↑  Pressestelle: Innenminister Wolf kritisiert Spiel mit falschen Zahlen: "Opposition gefährdet Wettbewerbs- und Chancengleichheit bei der Kommunalwahl". Innenministerium NRW, 4. März 2009, archiviert vom Original (nicht mehr online verfügbar) am 7. November 2014; abgerufen am 1. April 2009: „Der Einspareffekt von 30 Cent pro Wähler kann nicht rechtfertigen, dass durch die Zusammenlegung die Kommunalpolitik unter die Räder der Bundespolitik gerät.“  Info: Der Archivlink wurde automatisch eingesetzt und noch nicht geprüft. Bitte prüfe Original- und Archivlink gemäß Anleitung und entferne dann diesen Hinweis.
8. ↑  Martin Fehndrich: Kommunalwahl NRW: Billigster Sitz in Duisburg für 0,5 %. In: Wahlrecht.de. 27. September 2004, abgerufen am 27. März 2009: „Bei der Kommunalwahl in Duisburg hat die Duisburger Alternative Liste (DAL) für nur 931 Stimmen, d. h. 0,53 % der gültigen Stimmen einen Sitz im Rat der Stadt gewinnen können. Während ein Sitz in Duisburg im Durchschnitt 2366 Wähler (1,35 %) repräsentiert, entspricht der Stimmenanteil der DAL gerade mal 0,39 Sitzen. Nach dem Wegfall der 5 %-Hürde und bei Anwendung des Quotenverfahrens mit Restausgleich nach größten Bruchteilen (Hare/Niemeyer) wird dieser Anspruch von 0,39 aufgerundet. Das Verfahren nach Hare/Niemeyer kann von der Standardrundung sehr weit abweichen, so dass ein Sitzanspruch deutlich unter 0,5 aufgerundet werden kann, aber auch ein Sitzanspruch, der deutlich über 0,5 liegt, abgerundet wird. Dieser Sitz der DAL ist bei dieser Kommunalwahl nach Prozenten und Sitzanteilen der billigste in NRW. Dabei hätte die DAL sogar noch weniger Stimmen für den Sitz benötigt. Auch mit nur 792 Stimmen (Sitzanteil 0,335) wäre sie immer noch im Rat der Stadt vertreten gewesen.“
9. ↑  Rolf Kleinfeld: Oberbürgermeisterwahl: Fast alle Bonner Kandidaten wollen alte Regelung. In: General-Anzeiger online. General-Anzeiger, 12. März 2009, abgerufen am 5. September 2017: „Für den jetzigen CDU-Kandidaten Christian Dürig gibt es gute Gründe für und gegen die Stichwahl, meinte er, hält die Frage nach der OB-Legitimation aber für akademischer Natur. „Denn seit Jahr und Tag werden auch die Bundestagskandidaten in einem Wahlgang gewählt. Sollte denen plötzlich auch die Legitimation fehlen, wenn sie weniger als 50 Prozent der Stimmen erhalten?“ FDP, Grüne, Bürger Bund und Linke wollen am liebsten die alte Stichwahl-Regelung zurück. … Werner Hümmrich (FDP) sieht das ebenso, aber er weist auf die durchweg niedrigere Wahlbeteiligung bei Stichwahlen hin, weshalb er zwiegespalten sei.“
10. ↑  Stern: NRW-SPD im Aufwärtstrend, 8. Oktober 2008, abgerufen am 22. März 2009
11. ↑  Kölnische Rundschau: Rüttgers stark, Kraft schwach, 4. Februar 2009, abgerufen am 22. März 2009
12. ↑  www.blogspan.net: stern-Umfrage: Rüttgers in NRW selbst unter SPD-Anhängern deutlich vorn (Seite nicht mehr abrufbar, festgestellt im April 2019. Suche in Webarchiven)  Info: Der Link wurde automatisch als defekt markiert. Bitte prüfe den Link gemäß Anleitung und entferne dann diesen Hinweis. 4. Februar 2009, abgerufen am 30. März 2009.
13. ↑  wen würden die Nordrhein-Westfalen bei direktwahl des Ministerpräsidenten wählern, Rütgers oder Kraft?
14. ↑  Kölner Stadt-Anzeiger: Schlechte Noten für NRW-Landesregierung, 26. Februar 2009, abgerufen am 6. Dezember 2017
15. ↑  Kölner Stadt-Anzeiger: Liebe Kommunalwahl-Blogger/innen! (Seite nicht mehr abrufbar, festgestellt im April 2019. Suche in Webarchiven)  Info: Der Link wurde automatisch als defekt markiert. Bitte prüfe den Link gemäß Anleitung und entferne dann diesen Hinweis., 2. März 2009, abgerufen am 25. März 2009.
16. ↑  Kölner Stadt-Anzeiger: Absolute Mehrheit für Rot-Grün (Memento vom 13. Juli 2009 im Internet Archive), 30. März 2009, abgerufen am 30. März 2009.
17. ↑  http://www.buergerforum-phoenix.de/de/dortmund-barometer/juni-2009/politische-stimmung-in-dortmund-im-juni-2009/index.html
18. ↑  (dpa/lnw): Linke peilt bei NRW-Kommunalwahl 600 Mandate an. Ruhr Nachrichten, 12. Januar 2009, archiviert vom Original (nicht mehr online verfügbar) am 7. November 2014; abgerufen am 7. November 2014: „Die Partei Die Linke will bei den Kommunalwahlen in Nordrhein-Westfalen im Juni landesweit rund 600 Mandate gewinnen. Derzeit verfüge die Partei in den Kommunalparlamenten über rund 145 Sitze, sagte der Linken-Landesvorsitzende Wolfgang Zimmermann am Montag in Düsseldorf. Besondere Chancen rechnet sich die Partei im Ruhrgebiet aus, wo sie zweistellige Wahlergebnisse erreichen könne, sagte Zimmermann.“  Info: Der Archivlink wurde automatisch eingesetzt und noch nicht geprüft. Bitte prüfe Original- und Archivlink gemäß Anleitung und entferne dann diesen Hinweis.
19. ↑  MLPD. In: Unklarheiten.de Politische Datenbank. Lars Burghard, abgerufen am 9. April 2009: „Michael May, 24. Juni 2008, 70.000 € – Michael May, 22. Mai 2008, 33.000 € – Michael May, 27. Februar 2007, 200.000 € – Michael May, 9. Juni 2006, 500.000 € – Michael May, 18. April 2006, 1.215.000 € – Michael May, 16. März 2006, 50.000 € – Michael May, 30. September 2005, 614.167 € – Eberhard Schmid, 8. August 2005, 175.000 € – Michael May, Juni 2005, 80.000 €“
20. ↑  Landesplanungsgesetz (LPlG NRW) § 7 (1)